# 天使のフライパン
『天使のフライパン』（てんしのフライパン）は小川悦司作の漫画作品。講談社『コミックボンボン』にて2006年4月号から2007年12月号まで連載、単行本全5巻。2007年第31回講談社漫画賞児童部門受賞作。掲載誌の休刊により未完となっており、単行本最終巻の後書きには続編への希望を語っている。
食を通じて、料理の素材や人との絆、思い出など様々な事を学ばせる「食育」が本作の基本テーマである。また作者特有の『ミスター味っ子』風リアクションも印象に残るようになっている。作中の料理の中には実在の料理をモデルにしたものもある。

## ストーリー
これは世界一心の美しい料理人の物語である。
内気な中学3年生の国見聡。彼は食中毒疑惑で経営していたレストランから失踪してしまった父親のことで同級生からいじめられ、学校にも行かない“ひきこもり”になってしまう。
なんとか同級生である辻慶太と担任の助けで“ひきこもり”から脱出した国見であったが、高校には行かずに名門「帝都ホテル」に就職したいと言い出した。

## 登場人物
国見 聡（くにみ さとし）
主人公。15歳。昔、父親が経営していた食堂で起こった食中毒が原因でいじめの標的にされ、引きこもりになった。実は料理の腕が高く、かなり頭が良い優等生。斬新なアイディアや食料を使った料理を公開する。
辻 慶太（つじ けいた）
国見の同級生。不良じみていて生徒に煙たがられているが、基本的にいい性格で、いじめられていた国見を助け親友になる。食べ物を食す事により、使用されている素材などのイメージを思い浮かべる事ができる天性の能力を持つ。
夏川 仁（なつかわ じん）
国見のライバル。若くして帝都ホテルのメイン厨房で働いており、天才と呼ばれている。実は国見の腹違いの兄である。
村上 信平（むらかみ のぶへい）
「ムッシュ」と呼ばれ、皆の尊敬を集めている帝都ホテルの総料理長。
海堂 一（かいどう はじめ）
「アル・カポネ」の料理長。かつては、村神信平と帝都ホテル総料理長の座を争ったこともある。 息子が死んだことで一時期自堕落な生活を送っていた。
林 和彦（はやし かずひこ）
「アル・カポネ」のシェフ。海堂の身を最後まで案じていた。
城之内 綾（じょうのうち あや）
帝都ホテルのカフェ「エウレカ」の人気パティシエ。夏川仁とは幼馴染。
犬養 徹夫（いぬかい てつお）
帝都ホテル社長。とても頑固な現実主義者だが、ムッシュ村上同様の温厚さも持ち合わせている。
国見 マチ子（くにみ まちこ）
聡の母でグルメ雑誌の編集長でもある。料理の腕は壊滅的。実は犬養徹夫の娘だということが最終回で明かされる。
光明寺 大吾（こうみょうじ だいご）
帝都ホテルの大株主にして光明寺グループの総帥。犬養ですら頭が上がらず、彼の命令に従ってしまう。高名な料理評論家で優れた味覚と知識を持っているが、性格は非常に自己中心的で自分を満足出来なかったり、気に障る事をした料理人を不遇に扱う。嫌いな食べ物は海藻。

## 単行本
1. 2006年12月6日発売[5] ISBN 978-4-06-332064-0
2. 2006年12月6日発売[6] ISBN 978-4-06-332065-7
3. 2007年4月6日発売[7] ISBN 978-4-06-332076-3
4. 2007年8月6日発売[8] ISBN 978-4-06-332091-6
5. 2007年12月17日発売[9] ISBN 978-4-06-375109-3